# Knut Bjørdal
Knut Bjørdal (ur. 28 czerwca 1986 w Trondheim) – norweski wioślarz.

## Osiągnięcia
- Mistrzostwa Świata Juniorów – Banyoles 2004 – dwójka podwójna – 11. miejsce[1].
- Mistrzostwa Świata U-23 – Glasgow 2007 – czwórka podwójna – 15. miejsce[1].
- Mistrzostwa Europy – Poznań 2007 – dwójka podwójna – 12. miejsce[1].